# Chesnee
Chesnee es una ciudad ubicada en el condado de Cherokee y Spartanburg en el estado estadounidense de Carolina del Sur. La ciudad en el año 2000 tiene una población de 1.003 habitantes en una superficie de 2.3 km², con una densidad poblacional de 431 personas por km². 

## Historia
El Chesnee Land Company compró una superficie considerable en lo que hoy es Chesnee. Un destacado miembro de la empresa fue John B. Cleveland de Spartanburg.
La oficina de correos Chesnee se estableció en 1910.

## Geografía
Chesnee se encuentra ubicada en las coordenadas 35°8′54″N 81°51′43″O / 35.14833, -81.86194. Según la Oficina del Censo, la ciudad tiene un área total de 2,3 km² (0,9 mi²), de la cual 2,3 km² (0,9 mi²) es tierra y 0 km² (0 mi²) (0.0%) es agua.

## Demografía
En el 2000 la renta per cápita promedia del hogar era de $25.089, y el ingreso promedio para una familia era de $33.438. El ingreso per cápita para la localidad era de $12.993. En 2000 los hombres tenían un ingreso per cápita de $30.000 contra $17.500 para las mujeres. Alrededor del 24.30% de la población estaba bajo el umbral de pobreza nacional. 